# William Keith (7e comte Marischal)
Pour les articles homonymes, voir William Keith et Keith.
William Keith, 7e comte Marischal (1610 – 1670 ou 1671) est un noble écossais  et Covenanter. Il est le fils aîné de William Keith (6e comte Marischal) (en).

## Biographie
Pendant la guerre civile anglaise, le 7e comte Marischal rejoint James Graham (1er marquis de Montrose) et s'empare à deux reprises d'Aberdeen en 1639, notamment après une marche avec Montrose et 9 000 hommes le long de la Causey Mounth, devant le château de Muchalls  et à travers Portlethen Moss pour attaquer via le pont de Dee.
Il est nommé Lord des articles après la pacification de Berwick-upon-Tweed, et s'empare de nouveau d'Aberdeen et fait respecter les signatures de l'alliance en 1640. En 1641, il est nommé conseiller privé.
Il assiste à des comités d'alliance dans le nord, mais reste inactif en 1643-1644. Il refuse par la suite de livrer les fugitifs à Montrose et est assiégé au château de Dunnottar en 1645. Il rejoint ensuite l'expédition d'Hamilton en Angleterre en 1648 et reçoit Charles II à Dunnottar en 1650. Il est arrêté à Alyth avec de nombreux autres nobles et généraux écossais lors d'un incident connu sous le nom de « Onfall of Alyth »  et emprisonné dans la Tour de Londres jusqu'à la Restauration, date à laquelle il est nommé gardien du sceau privé d'Écosse.
Le comte Marischal épouse, en 1637, Elizabeth Seton (1621-1650), fille de George Seton (3e comte de Winton), et de son épouse Anna Hay, fille de Francis Hay (9e comte d'Erroll). Ils ont :
- William Keith, Lord Keith, mort jeune.
- Mary Keith, mariée à James Hope de Hopetoun (en) en 1657, puis à Archibald Murray, 3e baronnet de Blackbarony.
- Elizabeth Keith, mariée en 1658, à Robert Arbuthnot, 2e vicomte Arbuthnot
- Jean Keith, marié en 1669, George Ogilvy, 3e Lord Banff